# Alejandro de Pedro Llorca
Alejandro de Pedro Llorca (Bilbao, 27 de julio de 1972) es un empresario e informático español.

## Carrera profesional
Se licenció en Ingeniería Informática y completó su formación en Londres especializándose en dirección comercial. Asentado en Valencia, ha destacado en asesoramiento y reputación en línea de personas, empresas e instituciones.

## Investigación judicial
El 27 de octubre de 2014 fue arrestado en el marco de la Operación Púnica dirigida por el Juzgado Central de Instrucción número 6 de la Audiencia Nacional, que acordó su ingreso en prisión hasta ser excarcelado el 24 de diciembre de 2014 tras ser abonada una fianza de 50.000 euros, que posteriormente le fue devuelta tras ser revocada por la Sección Cuarta de la Sala de lo Penal de la Audiencia Nacional.
De Pedro ha defendido su inocencia durante la investigación, que se centra en las presuntas vinculaciones con administraciones bajo sospecha, así como con políticos y empresarios, fundamentalmente en las áreas de Valencia, Madrid y Cartagena, declarándolo públicamente en la comisión especial de corrupción de la Asamblea de Madrid del 12 de febrero de 2016, en la que afirmó: “Nunca he facturado ni inflado cantidades por trabajos no realizados. No sé por qué estoy en Púnica (...) Soy un cabeza de turco total".
Por ello, la defensa de Alejandro de Pedro ha pedido reiteradamente a la Audiencia nacional que se le desvincule de la causa, y de los presuntos cabecillas Francisco Granados y David Marjaliza, dado que ellos declararon no tener ningún vínculo con De Pedro. Tras cuatro años de investigación, todavía no han esclarecido su verdadera situación debido a que la Unidad Central Operativa (UCO) no logra acreditar si los trabajos de reputación en línea que De Pedro realizaba son delito o no